# Barredo (Corvera de Asturias)
Barredo (en asturiano y oficialmente: Barreo)
es una casería que pertenece a la parroquia de Cancienes en el concejo de Corvera de Asturias (Principado de Asturias). Se encuentra a 60 m s. n. m. y está situada a 0,10 km de la capital del concejo, Nubledo. 

## Población
En 2020 contaba con una población de 11 habitantes (INE 2020) repartidos en 4 viviendas.